# Oleksandr Puzko
Oleksandr Wolodymyrowytsch Puzko (ukrainisch Олександр Володимирович Пуцко; * 4. August 1981 in Hluchiw) ist ein ehemaliger ukrainischer Skilangläufer.

## Werdegang
Puzko nahm von 2000 bis 2010 an Wettbewerben der Fédération Internationale de Ski teil. Seinen ersten internationalen Erfolg hatte er bei den Rollerski-Weltmeisterschaften 2002 in Monte Cervino. Dort gewann er Silber im Teamrennen. Bei den nordischen Skiweltmeisterschaften 2003 im Val di Fiemme belegte er den 58. Platz im 20-km-Skiathlon, den 56. Platz über 15 km klassisch, den 55. Rang im Sprint und den 14. Platz mit der Staffel. Seine besten Resultate bei den nordischen Skiweltmeisterschaften 2005 in Oberstdorf waren der 54. Platz über 15 km Freistil und 16. Rang im Teamsprint und mit der Staffel. Im September 2005 gewann er bei den Rollerski-Weltmeisterschaften in Ronce-les-Bains mit der Staffel und im Einzelrennen über 6 km die Bronzemedaille. Sein Weltcupdebüt hatte er im November 2005 in Beitostølen und errang dabei den 14. Platz mit der Staffel. Bei ihrer ersten Olympiateilnahme 2006 in Pragelato belegte er den 66. Platz im Sprint, den 52. Rang im 30-km-Skiathlon und den 14. Platz mit der Staffel. Seine besten Ergebnisse bei den nordischen Skiweltmeisterschaften 2007 in Sapporo waren der 15. Platz über 15 km Freistil und mit der Staffel. Sein erstes von insgesamt zehn Weltcupeinzelrennen lief er im Dezember 2007 in Kuusamo, welches er auf dem 69. Platz über 15 km klassisch beendete. Im Januar 2009 erreichte er beim Weltcup in Rybinsk mit dem 48. Rang im 15-km-Massenstartrennen sein bestes Ergebnis im Weltcup. Bei den folgenden nordischen Skiweltmeisterschaften 2009 in Liberec kam er auf den 42. Platz über 15 km klassisch. Im September 2009 errang er bei den Rollerski-Weltmeisterschaften in Piglio im 15-km-Massenstartrennen und im 5-km-Berglauf den 15. Platz und mit der Staffel den sechsten Rang. Bei den Olympischen Winterspielen 2010 in Vancouver erreichte er den 62. Platz über 15 km Freistil und den 52. Rang im 30-km-Skiathlon.

## Teilnahmen an Weltmeisterschaften und Olympischen Winterspielen

### Olympische Spiele
- 2006 Turin: 14. Platz Staffel, 52. Platz 30 km Skiathlon, 66. Platz Sprint Freistil
- 2010 Vancouver: 52. Platz 30 km Skiathlon, 62. Platz 15 km Freistil

### Nordische Skiweltmeisterschaften
- 2003 Val di Fiemme: 14. Platz Staffel, 55. Platz Sprint Freistil, 56. Platz 15 km klassisch, 58. Platz 20 km Skiathlon
- 2005 Oberstdorf: 16. Platz Staffel, 16. Platz Teamsprint Freistil, 54. Platz 15 km Freistil, 56. Platz 30 km Skiathlon, 57. Platz Sprint klassisch
- 2007 Sapporo: 15. Platz Staffel, 15. Platz 15 km Freistil, 34. Platz Sprint klassisch, 34. Platz 50 km klassisch Massenstart, 40. Platz 30 km Skiathlon
- 2009 Liberec: 42. Platz 15 km klassisch

### Rollerski-Weltmeisterschaften
- 2000 Rotterdam: 5. Platz Staffel, 7. Platz Teamrennen, 28. Platz 9,4 km Prolog, 28. Platz 28,2 km Verfolgung, 38. Platz Sprint Freistil
- 2002 Monte Cervino: 2. Platz Teamrennen, 5. Platz Staffel, 23. Platz 29 km Verfolgung, 24. Platz 5,1 km klassisch
- 2005 Ronce-les-Bains: 3. Platz Staffel, 3. Platz 6 km Prolog, 9. Platz 25 km Verfolgung
- 2007 Oroslavje: 13. Platz 18 km Verfolgung, 19. Platz 6 km Prolog, 31. Platz Sprint Freistil
- 2009 Piglio: 6. Platz Staffel, 15. Platz 15 km Freistil Massenstart, 15. Platz 5 km klassisch Berglauf